# 蒼の軌跡
「蒼の軌跡」（あおのきせき）は1999年11月17日にリリースされたpool bit boysの6thシングル。発売元はavex tune。

## 概要
前作「EARTH STRIKER」から8か月ぶりのシングル。
テレビ朝日系ドラマ『ベストフレンド』主題歌に使用された。累計売上は2.1万枚を記録。オリコンチャートは最高位23位を記録。
カップリングの「蒼の軌跡 (Life Style/Remix)」ではギターのDANがメインボーカルを担当している。
初回特典としてリリースイベント参加券付トレーディングカード（全6種）が封入。

## 収録曲
全曲作詞：井上秋緒　作曲：浅倉大介
1. 蒼の軌跡
  - 編曲：浅倉大介・原一博
2. 蒼の軌跡 (Life Style/Remix)
  - 編曲：冬野竜彦
3. 蒼の軌跡 (Instrumental)